# Judith av Frankrike

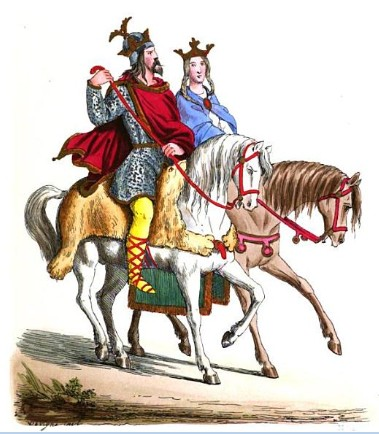
Judith av Flandern och Balduin I av Flandern

Judith av Frankrike, född i oktober 844, död 870, var drottning av Wessex 856–860, och grevinna av Flandern 862–870. Hon var gift med kung Æthelwulf av Wessex, kung Æthelbald av Wessex, och greve Balduin I av Flandern.
Hon var den första drottning i Wessex som formellt fick titeln drottning. Som änka rymde hon med Balduin, som sedan utnämndes av hennes far till den första greven av Flandern. 

## Biografi
Judith var dotter till kung Karl den skallige av Frankrike och Ermentrude av Orléans. 

### Drottning av Wessex
Då hon var tolv år gammal gav hennes far bort henne som hustru åt kung Æthelwulf av Wessex, som hade stannat till vid det franska hovet i Verberie sur Oise på sin väg tillbaka till England efter en pilgrimsresa till Rom. 
I Wessex hade kungagemålerna fram till denna tidpunkt inte fått sitta bredvid kungarna, och inte haft titeln drottning utan bara tilltalats som "Kungens hustru". Judith undantogs från denna sed, eftersom hennes far hade insisterat på att hon skulle krönas till drottning. Judith blev den första drottning i Wessex som blev krönt och även den första drottning som formellt fick titeln drottning: även om drottningarna under 900-talet ofta informellt kallades drottning, var det inte förrän Emma av Normandie som en engelsk drottning återigen formellt fick titeln.
Efter att hennes förste makes död 858, gifte sig hennes före detta styvson kung Æthelbald av Wessex sig med henne, vilket gjorde att han bannlystes av kyrkan. Kyrkan ansåg att äktenskapet var incest och annullerade det kort före Æthelbalds död 860.

### Grevinna av Flandern
Efter att hennes andre make hade dött, sålde Judith sin egendom i Wessex och återvände till Frankrike. Hennes far skickade henne till klostret i Senlis, där hon skulle kvarbli som gäst, med full status som drottning, "fram till den tid då, om hon ej kan förbli kysk, kan gifta om sig i enlighet med apostelns ord, i enlighet med vad som är passande och legalt". Fadern kan ha planerat att arrangera ett nytt äktenskap. 
Vid jul 861 rymde Judith med Balduin efter att tidigare ha vigt sig i klostret. Judith ska ha gjort detta frivilligt och i enlighet med sin egen vilja, övertalad av Balduin och med sin bror Ludvig den stammandes godkännande. Balduin ska ha varit en greve från samma område som sedan skulle bli Flandern, men hans bakgrund är okänd. 
Fadern befallde de franska biskoparna att bannlysa paret och de flydde till Judiths kusin Lothair II av Lothringen och därefter till påven Nicholas I. Nicolas I bad hennes far att acceptera deras äktenskap, vilket han så småningom gjorde. Paret återvände till Frankrike och gifte sig officiellt i Auxerre 863. Balduin gjordes sedan till vasall över den nyskapade grevedömet Flandern. Enligt legenden ska kungen ha gett honom detta område i hopp om att han skulle dödas av vikingarna, men han klarade av att försvara området mycket väl.